# Batlabavanahalli, Mulbagal
Batlabavanahalli là một làng thuộc tehsil Mulbagal, huyện Kolar, bang Karnataka, Ấn Độ.